# Інґеборґ Бахман
Інґебо́рґ Ба́хман (нім. Ingeborg Bachmann; 25 червня 1926, Клагенфурт — 17 жовтня 1973, Рим) — австрійська письменниця, лібретистка та журналістка.

## Життєпис

### Дитинство та навчання: 1926–1944
Інґеборґ Бахман народилася 25 червня 1926 року в Клаґенфурті в Каринтії та виросла поблизу кордонів із Італією та Югославією. Вона була першою дитиною у родині шкільного учителя Матіаса Бахмана та Ольги Гаас-Бахман. Згодом у неї з'явилася молодша сестра Ізольда та брат Гайнц. Вже у дитинстві Інґеборґ почала складати музику та писати вірші. З 1932 по 1936 рік навчалася у народній школі, а з 1936 по 1938 роки — у федеральній реальній гімназії. Протягом 1938 —1944 років Бахман навчається у вищій школі для дівчат.

### Університетські роки: 1945–1950
З 1945 до 1946 року Бахман вивчала філософію та юриспруденцію в Іннсбруцькому та Ґрацькому університетах. У 1946 році було опубліковане її перше оповідання «Пором» (нім. Die Fähre), яке з'явилося на сторінках журналу «Кертнер іллюстрірте». Написані того ж року «Листи до Феліціана» залишись невиданими за її життя. У 1946 році Бахман починає вивчати філософію, германістику та психологію у Віденському університеті. 

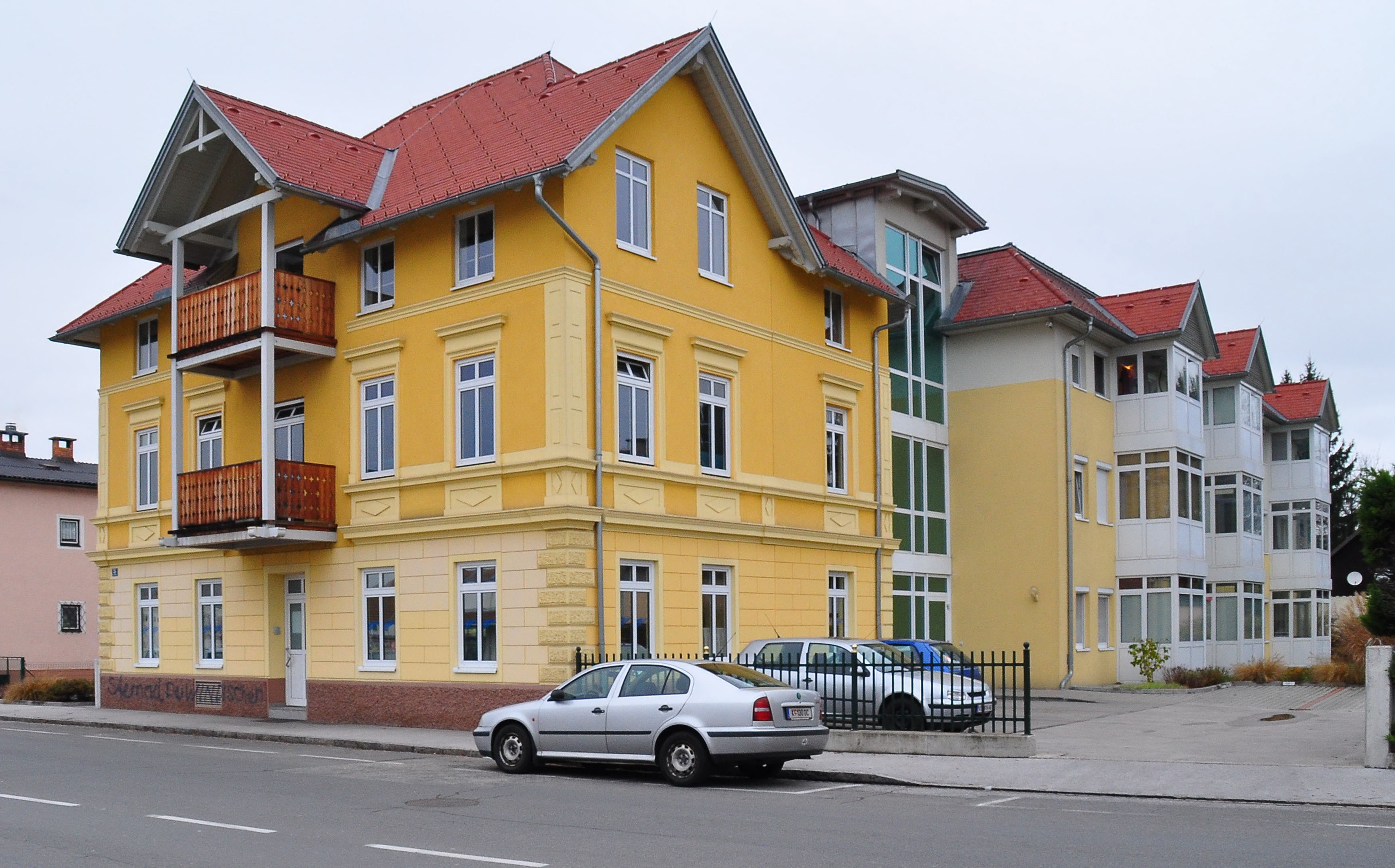
Будинок, де жили батьки Бахман у Клагенфурті

 В той же час вона відвідує зібрання гуртка молодих літераторів під проводом Ганса Вайґеля, які проходять у віденській кав'ярні «Раймунд», та працює над романом «Безіменне місто», який так і залишився неопублікованим. Перші вірші Бахман виходять друком у 1948–1949 роках у віденському часописі «Лінкей. Поезія. Мистецтво. Критика». 1949 року Бахман проходить практику в психіатричній клініці Штайнгоф, а вже наступного року дописує дисертацію «Критична рецепція екзистенційної філософії Мартіна Гайдеґґера», захист якої відбувся 25 березня 1950 року. Науковим керівником Бахман був філософ Віктор Крафт, який знов почав викладати в університеті після закінчення війни та залишився у місті останнім представником Віденського гуртка, що припинив своє існування після приходу націонал-соціалістів до влади у Німеччині. Після завершення роботи Бахман зауважує, що їй так і не вдалося скинути Гайдеґґера з п'єдесталу, а у 1959 році, коли Гайдеґґер святкував своє 70-ліття, відмовляється написати йому вірша до ювілейного альбому. В університеті Бахман починає цікавитися філософією мови Людвіґа Вітґенштейна.
Протягом своїх студентських років Бахман познайомилась з Паулем Целаном, Ільзе Айхінґер, Клаусом Демусом та Якобом Таубесом. Закоханість у Целана вплинула на творчість Бахман, вона часто використовувала характерний вислів Целана «незважаючи ні на що» (нім. trotz allem), водночас, як писала Бахман Гансу Вейґелю, вони «з невідомих, демонічних причин позбавляли одне одного можливості вільно дихати».

### Радіостанція Рот-Вайс-Рот: 1950–1953
Закінчивши університет, Бахман подорожує до Парижа та Лондона, де робить спробу познайомитися зі смертельно хворим на той час Людвіґом Вітґенштейном. Після повернення до Відня деякий час працює у секретаріаті американської окупаційної адміністрації. 
Петер Вайзер, Рот-Вайс-Рот
Восени 1951 року стає сценаристкою на австрійській радіостанції «Рот-Вайс-Рот», де згодом обіймає посаду редакторки. Колеги називають її «Інґою», хоча і звертаються одне до одного на Ви. У 1952 році в ефірі вперше звучить її радіоп'єса «Сни на продаж». Того ж року в журналі «Голоси сучасності», редактором якого був Ганс Вайґель, було надруковано цикл її віршів під назвою «Від'їзд», а у католицькому часописі «Слово і правда» — рецензії на твори Гейнріха Белля, Теа Штернгайма, Альфреда Морберта, Хосе Орабуени. Провідні німецькі видавництва відмовляються друкувати її перший роман. У травні 1952 року виступає на Десятій конференції «Групи 47» у Нієндорфі, на яку запрошує і Пауля Целана. Там знайомиться з композитором Гансом Вернером Генце. У вересні того ж року на запрошення Генце разом із сестрою Ізольдою вперше подорожує до Італії. Протягом своєї роботи на «Рот-Вайс-Рот» Бахман написала сценарії до одинадцяти серій популярної мильної опери, про які потім не згадувала в своєму резюме. Бахман припиняє працювати на радіо у 1953 році, наступні чотири роки вона живе разом з Генце в Італії.

### Поетичний період: 1953–1956
Протягом 1953 —1956 років Бахман видала дві збірки своїх віршів, цей період також був позначений співпрацею з Гансом Вернером Генце, з яким Бахман підтримувала дружні стосунки. У 1953 році вона отримала літературну премію «Групи 47» за поетичну збірку «Відкладений час» (нім. Die Gestundete Zeit) та опублікувала свій есей про Вітґенштейна. З кінця літа того ж року вона жила в Іскії, Неаполі та Римі разом з Генце. Рік потому, у серпні 1954 року, німецький журнал «Шпіґель» розмістив на обкладинці портрет Бахман, підписавши його «Нові Римські елегії: Інґеборґ Бахман». Публікація у журналі принесла Бахман відомість серед ширшої аудиторії. У 1955 році на Північно-західному німецькому радіо (Гамбург) відбулася прем'єра радіовистави «Цикади», музику до якої написав Генце. Бахман була авторкою також лібрето балету Генце «Ідіот» (1955), опери «Принц Гамбурзький» (1960, за драмою Генріха фон Клейста) та «Молодий лорд» (1965, за казкою Вільгельма Гауффа). У 1955 році Бахман бере участь у Гарвардській літній школі мистецтва, науки та освіти (Кембридж, Массачусетс). У 1956 році була видана остання поетична збірка Бахман — «Заклик до Великої Ведмедиці», за яку вона отримує Літературну премію Вільного Ганзейського міста Бремена.

### Прозовий період: 1957—1973
Після перших двох збірок протягом свого життя Бахман опублікує близько двох десятків віршів. У 1957 році вона стає членом-кореспондентом Німецької академії мови та поезії у Дармштадті. Наприкінці того ж року відвідує Париж, де зустрічається з Целаном, а в 1958 році переїжджає в пошуках роботи з Риму до Мюнхена, де працює драматургинею на Баварському телебаченні. На семінарі «Критичний погляд на літературну критику», що проходив у Вупперталі, знайомиться з Гансом Маєром. Того ж року вступає до «Комітету проти ядерного озброєння», після чого Ганс Вайґель пише відкритого листа з критикою Бахман, де зазначає, що «як жінка, як поетеса та як чужинка» вона має мовчати.
У 1958 році також відбувається прем'єра радіовистави Бахман «Добрий Бог з Мангеттену». 3 липня Бахман вперше зустрічається з Максом Фрішем, з яким живе наступні чотири роки у Цюриху та Римі. Мотиви їхнього розлучення у 1962 році звучать у романах Фріша «Назву себе Гантенбайн» та «Монто́к».

У 1959 році за радіоп'єсу «Добрий Бог Мангеттену» Бахман отримує Премію сліпих ветеранів війни, під час вручення якої 17 березня проголошує промову «Людині слід довірити правду» (нім. Die Wahrheit ist dem Menschen zumutbar). 
 Наступного року Бахман стає першою запрошеною лекторкою з поетики у Франкфуртському університеті. Навесні вона подорожу разом з Гансом-Маґнусом Енценсберґером та Вальтером Йенсом до НДР, де знайомиться з Ернстом Блохом та Штефаном Гермліном. Починає перекладати німецькою вірші Джузеппе Унґаретті. У 1961 році було видано збірку оповідань «Тридцятий рік», за яку Бахман отримує премію Спілки німецьких критиків. У 1963 році отримує стипендію Фундації Форда на річне перебування у Берліні, де залишається до 1965 року. В Берліні Бахман зустрічає Альфреда Андереша, Уве Йонсона, Йоганнеса Бобровського та Вітольда Гомбровича.
У 1964 році опубліковано роман Макса Фріша «Назву себе Гантенбайн», прочитання якого стало травматичним досвідом для Бахман. Подорожує до Праги, Єгипту та Судану. В Римі Бахман знайомиться з Анною Ахматовою, якій присвячує вірш «Насправді». У 1966 році Бахман зриває публікацію перекладів віршів Ахматової, яку підготував колишній член Гітлер'югенду Ганс Бауман. У середині 1960-х починає працювати над циклом «Види смерті» (нім. Todesarten).
У 1965 році Бахман переселяється до Риму, де живе до кінця життя, влітку відвідуючи Клагенфурт. У 1968 році отримує Велику австрійську державну премію з літератури. З другої половини 1960-х років працює над прозовим циклом «Види смерті», першою книгою якого стає роман «Ма́ліна», виданий у 1971 році. Романи «Справа Франци» та «Реквієм для Фанні Ґольдман» так і не було завершено. У 1972 році виходить збірка оповідань «Синхронно», Бахман отримує премію Антона Вільдґанса.
На початку 1973 року помирає батько Бахман. Вона відвідує концтабір Аушвіц, виступає з літературними читаннями у Польщі. 26 вересня Бахман отримує опіки другої та третьої ступені від пожежі, що сталася у її квартирі через те, що вона курила у ліжку. 17 жовтня 1973 року вона помирає у Госпіталі святого Євгенія через те, що лікарі не відразу змогли розпізнати ознаки абсистентного синдрому, що розвинувся через вимушене припинення прийому наркотиків. У німецькому таблоїді BILD з'являється заголовок: «Вона померла так, наче сама це вигадала». На згадку про смерть Інґеборґ Бахман українська поетеса Ліна Костенко написала «Баладу про дим».

## Творчість

### Поезія
Оскільки перший великий прозовий твір Бахман, роман «Маліна», було опубліковано за два роки до її смерті, а перша збірка оповідань, «Тридцятий рік», що була видана у 1961 році, була сприйнята не дуже схвально, незважаючи на нагороду критиків, за свого життя Бахман залишалася переважно відомою як поетка. Після перших двох збірок — «Відкладений час» (нім. Die gestundete Zeit, 1953) та «Заклик до Великої Ведмедиці» (нім. Anrufung des großen Bären, 1956) вона написала лише кілька десятків віршів.

#### Відкладений час (1953)
До першої поетичної збірки Бахман увійшло двадцять три вірші, пов'язані темою плинності часу, зокрема «Темні слова» (нім. Dunkles zu sagen), «Великий фрахт» (нім. Die große Fracht), «День у день», «Прощання з Англією» (нім. Abschied von England), «В шторм із троянд» (нім. Im Gewitter der Rosen) та інші. Вірш «Відкладений час» (нім. Die gestundete Zeit), який дав назву збірці, порівнюють з віршем Бертольда Брехта «Від читача до жителів міста» (нім. Aus dem Lesebuch für Städtebewohner, 1926–1927).

#### Заклинання Великої Ведмедиці (1956)
До другої збірки поезії Бахман увійшов тридцять один вірш, зокрема «Гру завершено» (нім. Das Spiel ist aus), «Істина» (нім. Was wahr ist), «Мертва гавань» (нім. Toter Hafen), «Заклинання Великої Ведмедиці» (нім. Anrufung des Großen Bären), «Тіні, троянди тіні» (нім. Schatten Rosen Schatten), «Реклама» (нім. Reklame), «Скажи мені, любове» (нім. Erklär mir, Liebe), «Curriculum Vitae», «Споконвічний край» (нім. Das erstgeborene Land) та інші. «Пісні з острова» (нім. Lieder von einer Insel) Ганс Вернер Генце поклав на музику у 1964 році, назвавши свій твір «Хоральною фантазією». Вірш «Реклама» було написано Бахман у 1955 році, після її повернення з Нью-Йорку, що споріднює його з радіоп'єсами «Цикади» та «Добрий Бог Мангетену», також написаних під враженням від першого візиту до США. Водночас, використання курсиву для виокремлення певного рівня тексту пізніше станеться Бахман у нагоді під час написання роману «Маліна». Теми «кризи Чандоса» (Гуґо фон Гофмансталь) та «мовного скептицизму» (Людвіг Вітгенштейн), які лунають вже в перших збірках Бахман, буде розвинуто у Франкфуртських лекціях з поезії.

#### Пізні вірші: 1957–1963
Деякі зі своїх останніх віршів Бахман присвятила друзям та знайомим: вірш «Твої слова» (нім. Ihr Worte) — поетці Неллі Закс, «Насправді» (нім. Wahrlich, 1964) — Анні Ахматовій, «Загадка» (нім. Enigma, 1966–1967) — Гансу Вернеру Генце. Одним із найбільш відомих віршів Бахман цього періоду є «Богемія біля моря» (нім. Böhmen liegt am Meer), перший рядок якого відсилає до «Зимової казки» Шекспіра, існує припущення, що в цьому вірші авторка відстоює необхідність зберігати утопічні сподівання у літературі, тоді як австрійський поет Еріх Фрід, навпаки, стверджував, що Бахман в цьому вірші відмовляється від віри в утопію. «Богемію біля моря» також згадує Томас Бернгард у своєму романі «Знищення. Руїна» (нім. Auslöschung. Ein Zerfall, 1986) та Ганс Магнус Енценсбергер у збірці «Ах, Європа!», написаній у 1982–1987 роках під час перебування в європейських столицях. «Ніяких делікатесів» (нім. Keine Delikatessen) став останнім віршем Бахман, написаним нею у 1968 році. У ньому Бахман відмовляється від метафоричності мови та критично висловлюється з приводу жертвування синтаксисом на догоду «оманам зору».

### Радіоп'єси
Прем'єри трьох радіоп'єс («Торговля снами», «Цикади» та «Добрий Бог Мангетену»), написаних Бахман під час роботи на станції «Рот-Вайс-Рот» (1951 —1953), відбулися у 1952, 1955 та 1958 роках. У 2005 році їх було видано українською мовою у перекладі Лариси Цибенко. Окрім цього Бахмана переклала та адаптувала для радіо п'єси «Темна вежа» Луїса МакНіса, «Будинок добрих манер» Томаса Вулфа та дві драми Роберта Музіля. Окрім цього Бахман написала радіоесеї про Музіля, Симону Вейль, Людвіга Вітгенштейна та Марселя Пруста.

#### Сни на продаж (1952)
Радіоп'єса «Сни на продаж» (нім. Ein Geschäft mit Träumen), була написана ще до того, як Бахман стала відомою як поетка. Вперше вона пролунала в ефірі радіостанції «Рот-Вайс-Рот» 28 лютого 1952 року, але Бахман ніколи не згадувала про неї за свого життя, через що її було надруковано лише у 1976 році. Того ж 1952 року Бертольд Брехт виголосив свою промову на Конгресі народів на захист миру, де критично поставився до позиції тих, хто вважав, що жахіття минулої війни їх не обходять («ми не можемо змокнути під учорашнім дощем»), та наполягав на необхідності пригадування страждання. Ця тема стає важливою і для Бахман, коли вона розповідає історію про офісного клерка Лауренца, який знаходить «лавку сновидінь» на вулицях Відня та передивляється три сни, які пропонує йому продавець — в першому з них Генеральний директор з фірми Лауренца влаштовує «війну під час миру» та наказує бомбардувати Лауренца та ще двох офісних працівників — Анну та Мандля, в другому Лауренц сам стає всевладним Генеральним директором, а в третьому під водою серед пісень сирен знаходить Анну, секретарку з офісу, яка після кораблетроща навіки заснула на морському дні, але може бути врятована через їхнє кохання. У Лауренца не вистачає «вільного часу», щоб сплатити ним за цей сон і він повертається до свого буденного життя. У ранній версії п'єси сновидіння настільки вплинуло на Лауренца, що він втратив можливість працювати та його було звільнено з роботи.

#### Цикади (1955)
У п'єсі «Цикади» (нім. Die Zikaden), яка отримала назву від метафори, взятої з платонівського «Федра», події відбуваються на віддаленому острові. Для Бахман історія, розказана Сократом, слугує пересторогою від того, щоб намагатися врятуватися у мистецтві від пам'яті про минуле. П'єсу було написано у той час, коли Бахман жила на острові Іскії разом з Гансом Вернером Генце, який згодом поклав текст на музику. Це історія семи людей, кожен з яких врятувався на острові від суспільства та поринув у світ власних фантазій, та місцевого жителя Антоніо. Відмовляючись від спогадів про минуле, всі вони мають з часом перетворитися на цикад: «Бо цикади колись були людьми. Вони перестали їсти, пити й кохати, щоб безперестанку співати. Утікаючи в спів, вони ставали все сухішими й меншими. І тепер цикади співають, занапащені своєю тугою — зачаровані, однак і прокляті, бо голоси їхні стали нелюдськими». Перша трансляція відбулася 25 березня 1955 року.

#### Добрий Бог Мангеттену (1958)
П'єса «Добрий Бог Мангеттену» (нім. Der gute Gott von Manhattan) вперше пролунала в ефірі 29 травня 1958 року в ефірі Баварського та Північно-західного німецького радіо в Гамбурзі, в ній Добрий Бог Мангеттену розповідає Судді історію кохання американки Дженніфер та Яна, які спілкуються з білками, купують у них горіхи та отримують листи, де наказується «нікому про це не говорити». Коли Дженніфер гине від вибуху бомби, яку підклали білки за наказом Доброго Бога, Ян відпливає на кораблі, не зупиняючись, щоб її поховати. Бахман почала писати п'єсу після свого повернення з США, спочатку назвавши її «Мангеттенською баладою». Зазначають вплив на Бахман п'єси Бертольта Брехта «Добра людина з Сичуані» (нім. Der gute Mensch von Sezuan, 1938–1940), де розповідається про те, як боги намагаються знайти на землі хоча б одну добру людину, але їхні пошуки виявилися марними, аж поки вони не зустріли повію Шань Де з провінції Сичуань.

## Вибрані твори
| - 1952: Сни на продаж / Ein Geschäft mit Träumen, радіоп'єса - 1953: Відкладений час / Die gestundete Zeit, збірка віршів - 1955: Цикади / Die Zikaden, радіоп'єса - 1956: Заклинання Великої Ведмедиці / Anrufung des großen Bären, збірка віршів - 1958: Добрий Бог Мангеттену / Der gute Gott von Manhattan, радіоп'єса | - 1961: Тридцятий рік / Das dreißigste Jahr, збірка оповідань - 1971: Ма́ліна / Malina, роман - 1972: Синхронно /Simultan, збірка оповідань - 1966: Справа Франци / Der Fall Franza, роман - 1972: Реквієм для Фанні Ґольдман / Requiem für Fanny Goldmann, роман |

## Цікаві факти
2013 року за свій роман «Мабуть Естер» премію імені Інґеборґ Бахман вручили німецькомовній письменниці українського походження Каті Петровській. В цьому ж році премією імені Інґеборґ Бахман відзначена творчість німецької письменниці Сивілли Левіачарофф.